# Ricardo Garcia (locutor)
Ricardo García, pseudonômio de Juan Osvaldo Larrea García, foi um locutor chileno que, em 1976, fundou a gravadora Alerce, que durante mais de uma década foi um elemento de resistência à Ditadura Militar Chilena. Morreu durante uma viagem de férias em Cuba, em 2 de junho de 1990, aos 61 anos de idade.

## Biografia
Foi ele quem batizou como "Nueva Canción Chilena", a produção de conjuntos como o Inti-Illimani e músicos como: Patricio Manns, Víctor Jara, Isabel Parra e Rolando Alarcón, que nos meados da década de 1960, combinavam: ritmos folclóricos, crítica social e solidariedade latino-americana.
Começou a atuar como radialista, primeiramente na Rádio Prat e depois na Rádio Bulnes y Cooperativa Vitalicia, quando era estudante de Bellas Artes e de pedagogia na Universidade do Chile. Seu primeiro programa importante foi "El show de Ricardo García", na Rádio Corporación. Também trabalhou em programas como: "La ronda juvenil de Coca-Cola", "El show de la Polla", "Show efervescente Yastá", "Regalo de cumpleaños" e "El sonido de la historia", entre outros.
Além de trabalhar em rádios, contribuía para revistas como: "Ecran", "El Musiquero", "Ritmo o Ramona", entre outras. Muitas dessas contribuições, foram compiladas no livro: "Ricardo García, un hombre trascendente", escrito por Volodia Teitelboim e publicado em 1996.
Dentre essas contribuições, destacam-se entrevistas de Joan Manuel Serrat, Víctor Jara e Alfredo Zitarrosa.
Posteriormente, nas décadas de 1970 e 1980, atuou como colunista em revistas como: "La Bicicleta", "Apsi", "Fortín Mapocho" e "La Época".
Em 1955, começou a apresentar o programa "Discomanía", pela Rádio Minería.
Em 1960, ajudou a organizar e atuou como apresentador da primeira versão do Festival Internacional da Canção de Viña del Mar.
Posteriormente atuou como apresentador dos programas televisivos: "Música libre" e "Buenas tardes, domingo".
Entre 1969 e 1972, teve importante atuação na organização dos três festivais da Nueva Canción Chilena.
Seu vínculo com a Nueva Canción Chilena, fez com que ele fosse perseguido pela Ditadura Militar instalada pelo Golpe Militar de Setembro de 1973. Embora não tenha se exilado, teve muitos obstáculos para continuar seu trabalho.
Em 1976, fundou a gravadora Alerce, que, apesar do ambiente ditatorial, conseguiu editar obras dos novos trovadores cubanos como: Sílvio Rodríguez e Pablo Milanés e de músicos chilenos vivendo no exílio como os conjuntos Quilapayún e Inti-Illimani, e músicos como: Ángel e Isabel Parra, entre outros. Depois de suas morte, a Alerce passou a ser dirigida por sua filha Viviana.
Em seu funeral foi homenageado por Sílvio Rodríguez e Patricio Manns .